# Kapliczka Piccolominska
Piccolominska kapliczka (znana również jako Kapliczka Księcia Piccolomini, cz. Piccolominská kaplička) – kaplica w gminie Slatina nad Úpou, w kraju hradeckim w Czechach, położona przy drodze „Panská cesta“ w pobliżu Slatinskiego młyna.

## Historia
Kapliczka znajduje się w południowo-wschodniej części gminy w pobliżu miejsca, w którym stał nieistniejący obecnie most drewniany i upamiętnia uratowanie księcia Piccolomini w 1694 roku.
Między gminami Slatina nad Úpou i Červená Hora znajdował się dawniej często uszkadzany przez wezbrane wody drewniany most przez Úpę. W dniu 2 lipca 1694 książę Lorenzo Piccolomini d’Aragona zapragnął uczestniczyć w uroczystościach Nawiedzenia Najświętszej Maryi Panny w Boušínie. Kiedy książę przejeżdżał przez most, ten załamał się i jego kocz zakleszczył się pomiędzy belkami. Ani książęcy woźnica, ani książę, nie mogli wyjść na zewnątrz. Musieli poczekać na pomoc, która wkrótce została udzielona przez okolicznych mieszkańców. W wypadku nikt nie został ranny, a książę wkrótce po tym wydarzeniu zbudował kapliczkę w podziękowaniu za ocalenie życia.
W późniejszych latach w kaplicy znajdował się obraz przedstawiający burzliwą rzekę, uszkodzony most i uwięziony powóz wraz z księciem. Do 1933 roku w kapliczce dokonywano tylko drobnych napraw. Pierwszy poważny remont odbył się w czerwcu 1933 roku, którego koszty pokrył młynarz Jaroslav Kordina. Pierwotnie kapliczka wcześniej stała przy drodze, jednakże podczas poszerzania drogi kapliczkę przeniesiono na działkę należącą do Kordinów.
W 1945 roku z inicjatywy Towarzystwa Krajoznawczego w Červenym Kostelcu przygotowany został projekt jej renowacji, który nie został zrealizowany. W styczniu 1950 zdecydowano wymienić stary blaszany obraz. Nowy obraz przedstawiający wydarzenie z 1694 roku wraz z legendą miał zrobić malarz Kratochvíl z Červenego Kostelca, a legendę miał opracować ówczesny przewodniczący tego towarzystwa Bohumil Kulíř, który wkrótce zmarł. Remont kapliczki został ostatecznie rozpoczęty w 1958 roku, wtedy umieszczono w niej nowy obraz olejny, namalowany na blasze, którego autorem był malarz Rudolf Křeček z Červenego Kostelca, jednakże ten obraz wkrótce został ukradziony.
Kolejny remont kaplicy został zrealizowany dopiero w 2003 roku. Prace renowacyjne zostały przeprowadzone przez pana Jiráska z Červenej Hory. Nowy obraz autorstwa Stanislava Kuldy niedługo potem zniszczyli wandale.
W grudniu 2012 rada gminy postanowiła naprawić kapliczkę i umieścić w niej nowy obraz. Obraz tablicowy Marii Panny z Dzieciątkiem namalowała Marie Jirmanová z Červenego Kostelca. Kapliczka została poświęcona 22 czerwca 2014 przez proboszcza červenokosteleckiego mgr. Petra Kubanta.